# Martin van Huijstee
Martin van Huijstee (Amsterdam, 28 november 1934-Amersfoort, 13 maart 2023) studeerde scenarioschrijven aan de Nederlandse Film Academie en werkte een aantal jaren bij filmbedrijven en het televisiejournaal voordat hij in 1969 overstapte naar de uitgeverij. Hij produceerde tijdschriften en non-fictie boeken op velerlei gebied. Vanaf 1987 was hij zelfstandig gevestigd als culinair publicist. Hij schreef voor verschillende culinaire tijdschriften, verzorgde een wekelijkse column in de GPD-dagbladen en schreef en vertaalde circa vijftig boeken.